# Pseudocoris bleekeri
Pseudocoris bleekeri és una espècie de peix de la família dels làbrids i de l'ordre dels perciformes.

## Morfologia
Els mascles poden assolir els 15 cm de longitud total.

## Distribució geogràfica
Es troba des de les Illes Ryukyu fins a Indonèsia.